# Rivers of Babylon
Rivers of Babylon ist ein 1978 durch die deutsche Disco-Gruppe Boney M. bekanntgewordener Song. Das Original aus dem Jahr 1970 stammt von der Rocksteady-Gruppe The Melodians und beruht auf Texten des Alten Testaments. Das Stück gehörte lange Zeit zu den meistverkauften Produktionen der deutschen Musikindustrie.

## Historischer Hintergrund

### Bibel

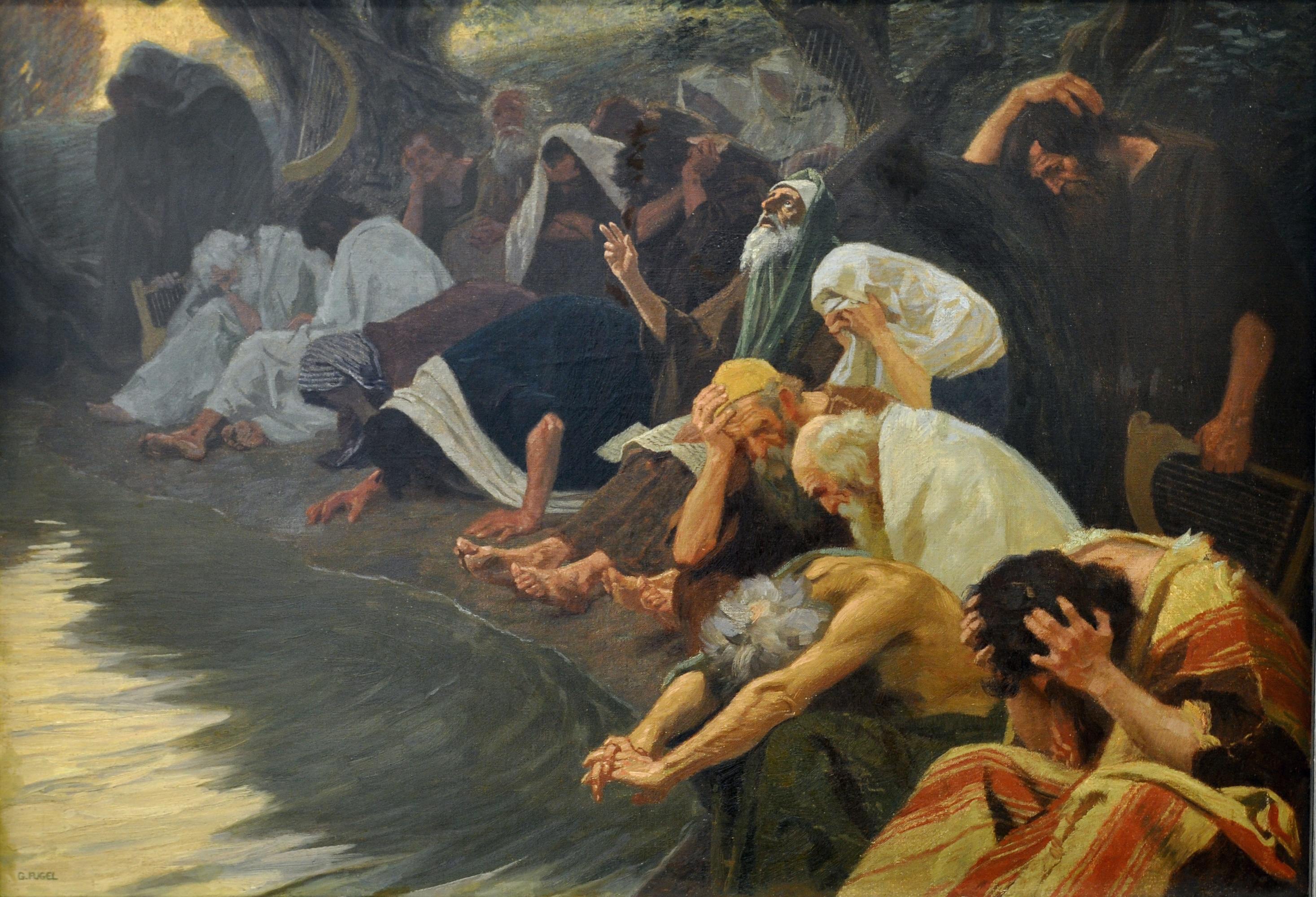
An den Flüssen von Babylon, Gemälde von Gebhard Fugel, um 1920

Das Lied basiert auf dem biblischen Psalm 137,1–4, einem Klagelied des jüdischen Volkes im Exil nach der Eroberung Jerusalems durch den babylonischen König Nebukadnezar im Jahr 586 v. Chr. Zuvor war das Königreich Juda, nachdem es unter den Königen David und Salomo vereint worden war, in zwei Teile gespalten worden, wobei das Königreich Israel im Norden 722 v. Chr. von den Assyrern erobert wurde, was die Zerstreuung von 10 der 12 Stämme Israels verursachte. Das südliche Königreich Juda (daher der Name Juden), in dem der Stamm Juda und ein Teil des Stammes Levi beheimatet waren, war bis zur babylonischen Eroberung, auf die sich die Flüsse von Babylon beziehen, frei von Fremdherrschaft.
Der Psalm 137 ist von großer Bedeutung in der Geschichte der jüdischen Musik. Die Flüsse Babylons sind der Euphrat und seine Nebenflüsse sowie der Fluss Chabur. Im Ganzen gesehen spiegelt der Psalm sowohl die nach der Verschleppung ins babylonische Exil aufgekommene Sehnsucht nach Jerusalem, aber auch den Hass auf die Babylonier, mit manchmal sehr gewalttätigen Bildern und Metaphorik. Die hasserfüllten letzten Verse des Psalms werden im Song der Melodians und auch in anderen Vertonungen weggelassen.
Das Alte Testament beschreibt in diesem Psalm die Versklavung der Hebräer, die der Eroberung Jerusalems durch die Babylonier im Jahr 586 vor Christus folgte.

### Rastafari

Die Rastafari berufen sich oft auf die Flagge Äthiopiens, wie sie während der Herrschaft von Haile Selassie verwendet wurde. Sie kombiniert den siegreichen Löwen von Juda, das Symbol der äthiopischen Monarchie, mit Grün, Gold und Rot.

Im Rastafari-Glauben wird der Begriff „Babylon“ für jedes Regierungssystem verwendet, das entweder unterdrückend oder ungerecht ist. In Jamaika verwenden Rastafari den Begriff „Babylon“ auch für die Polizei, die oft als Quelle der Unterdrückung angesehen wird, weil sie Mitglieder wegen des Konsums von Marihuana (das für Rastafari ein Sakrament ist) verhaftet. An den „Flüssen von Babylon“ bezieht sich daher auf das Leben in einer repressiven Gesellschaft und die Sehnsucht nach Freiheit, genau wie die Israeliten in der Gefangenschaft. Rastafarier bezeichnen sich auch als Angehörige der Zwölf Stämme Israels. Die ursprüngliche Fassung bezieht sich speziell auf den Glauben der Rastafari an Haile Selassie, indem sie die Verweise auf „den Herrn“ im biblischen Text in „Far-I“ und „King Alpha (König Alpha)“ ändert. Beide Begriffe beziehen sich auf Selassie (Selassies Frau Menen Asfaw ist als Königin Omega bekannt). Außerdem ersetzt der Begriff „die Bösen“ das neutrale „sie“ aus Psalm 137 in der Zeile „sie, die uns gefangen wegführten, verlangten von uns ein Lied...“.
Die Melodians und andere Reggae-Interpreten verwandten die Begriffe „Babylon“ oder „Zion“ als Metapher zur Beschreibung der eigenen karibischen Lebensumstände. In Reggae-Songs sind oft biblische Inhalte verwendet worden (etwa bei Desmond Dekkers The Israelites). Die Rastas wiederum berufen sich häufig auf das Alte Testament. Babylon steht auch als Metapher „für die gottlose abendländische Welt und deren Kultur, sowie noch spezieller für jene, die sie konkret durchsetzt – die Polizei“. Hure Babylon war schon in historischer Zeit eine Allegorie auf übermächtige Gegner, dort konkret auf die Weltmacht Rom.

## Entstehungsgeschichte
Das Original stammt von den Melodians, die den Song in einer Rocksteady-Version präsentierten. Die Bandmitglieder Brent Dowe und Trevor McNaughton ließen sich bei ihrer Komposition vom Inhalt von Psalm 137 (Psalm 137,1–9 ) sowie auch von Psalm 19,15  leiten. Die Melodie ist mit einer kleinen Abweichung pentatonisch.
Ende 1969 versammelte Reggae-Produzent Leslie Kong die aus Brent Dowe, Tony Brevett, Trevor McNaughton und Renford Cogle bestehenden Melodians im Studio One in Kingston auf Jamaika. Ergänzt um das bewusst abgeschwächte Gitarrenspiel von Ernest Ranglin und die Perkussion-Arbeit von Larry McDonald spielten sie Rivers of Babylon / Babylon Version (die B-Seite stammte von den Beverley’s All Stars) ein. Die Anmeldung des Copyrights erfolgte am 31. Dezember 1969. Veröffentlicht auf Summit #8508 im November 1970, verkaufte sich die Platte mangels weltweitem Vertriebspartner lediglich auf Jamaika und in Großbritannien. 
Nach seiner Veröffentlichung 1970 wurde der Song in Jamaika schnell sehr bekannt. Laut Brent Dowe wurde das Lied zunächst von der jamaikanischen Regierung verboten, weil „seine offenkundigen Rastafari-Bezüge ('King Alpha' und 'O Far-I') als subversiv und potenziell aufrührerisch“ angesehen wurden. Leslie Kong, der Produzent der Gruppe, warf der Regierung vor, dass sie ein Lied verboten habe, dessen Text fast vollständig aus der Bibel stamme und erklärte, die Psalmen seien „von jamaikanischen Christen seit jeher gesungen worden“. Die Regierung hob das Verbot auf. Danach dauerte es nur drei Wochen, bis das Lied in den jamaikanischen Charts auf Platz eins stand.
Einem internationalen Publikum wurde der Song durch das Soundtrack-Album des Films The Harder They Come aus dem Jahr 1972 bekannt, dem nachgesagt wird, den Reggae in die Welt gebracht zu haben. Später wurde der Song in dem Nicolas-Cage-Film Bringing Out the Dead (Nächte der Erinnerung) aus dem Jahr 1999 und dem Philip-Seymour-Hoffman-Film Jack Goes Boating aus dem Jahr 2010 verwendet.

## Die Zitate

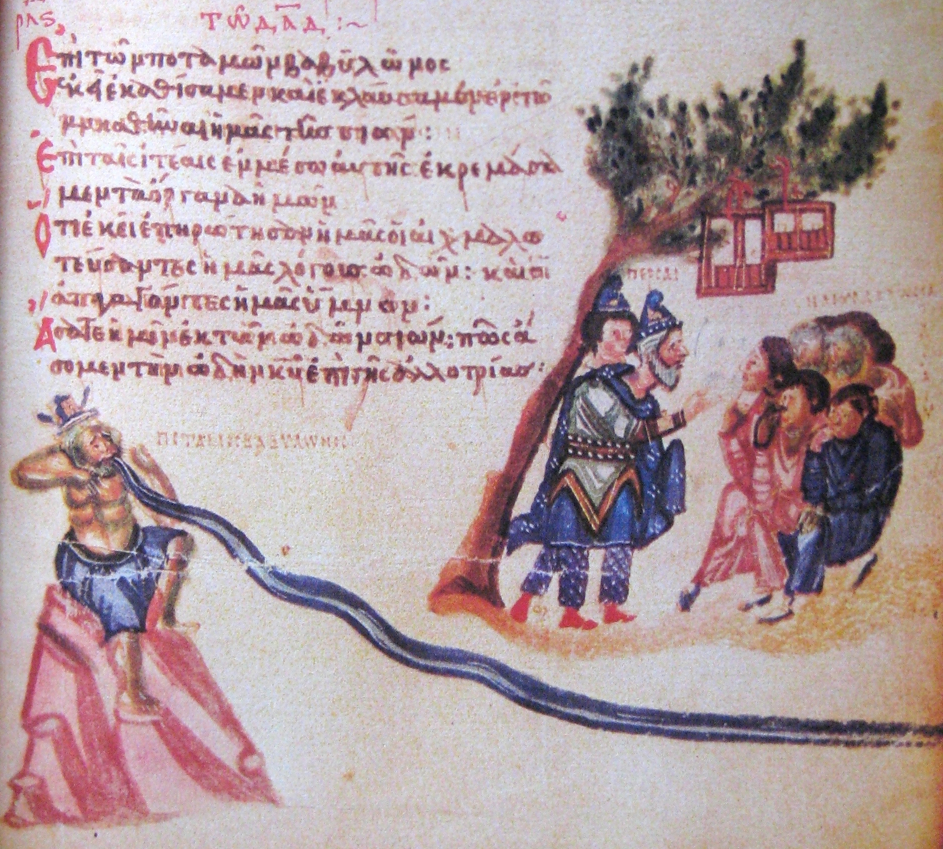
Darstellung der Weinenden an den Strömen von Babel im Chlodov-Psalter (9. Jahrhundert)

Der Originaltext verwendet nur drei Verse, die tatsächlich aus dem Psalm stammen, diese werden jedoch mehrfach wiederholt.
Psalm 137,1 :

“By the rivers of Babylon, there we sat down

Yea, we wept, when we remembered Zion.

When the wicked

Carried us away in captivity

Requiring from us a song

Now how shall we sing the lord's song in a strange land?”

„An den Strömen von Babel setzten wir uns nieder;

ja, wir weinten, wenn wir an Zion dachten.

Als die Gottlosen

uns als Gefangene verschleppten,

verlangten sie von uns Lieder.

Aber wie sollten wir die Lieder des Herrn singen in einem fremden Land?“

Psalm 19,14 :

“Let the words of my mouth,

and the meditation of my heart,

be acceptable in thy sight,

here tonight.”

„Die Worte meines Mundes mögen dir gefallen;

was ich im Herzen erwäge,

stehe dir vor Augen,

hier an diesem Abend.“

## Coverversionen

### Boney M.-Version

Boney M – Rivers of Babylon

Produzent Frank Farian und sein Weggefährte Hans-Jörg Mayer (der unter dem Pseudonym George Reyam auftauchte) hatten den Song leicht verändert und Boney M angeboten. Veröffentlicht wurde Rivers of Babylon (Hansa 11 999 AT) am 3. April 1978 als Doppel-A-Single mit dem Lied Brown Girl in the Ring. Bereits am 17. April 1978 gelangte der Titel in die deutsche Hitparade, wo er nach einer Woche Platz eins erreichte und dort für 17 Wochen bis zum 7. August 1978 blieb. Ab 13. Mai 1978 stieg er in Großbritannien für fünf Wochen auf Platz eins, der auch in der Schweiz, Österreich, Schweden, Norwegen, und Neuseeland belegt werden konnte. In Deutschland und Frankreich wurden je 500.000 und in Großbritannien 2.040.000 Platten verkauft, weltweit waren es rund zehn Millionen Exemplare. Am 1. Juli 1978 erschien die Boney-M-LP Nightflight to Venus, auf der Rivers of Babylon enthalten ist.
| ChartsChartplatzierungen       | Höchstplatzierung | Wochen/ Monate |
| ------------------------------ | ----------------- | -------------- |
| Deutschland (GfK)              | 1 (37 Wo.)        | 37 Wo.         |
| Österreich (Ö3)                | 1 (7 Mt.)         | 7 Mt.          |
| Schweiz (IFPI)                 | 1 (21 Wo.)        | 21 Wo.         |
| Vereinigte Staaten (Billboard) | 30 (17 Wo.)       | 17 Wo.         |

| ChartsJahrescharts (1978) | Platzierung |
| ------------------------- | ----------- |
| Deutschland (GfK)         | 2           |
| Österreich (Ö3)           | 1           |
| Schweiz (IFPI)            | 1           |

Auszeichnungen für Musikverkäufe

| Land/Region                  | Auszeichnungen für Musikverkäufe (Land/Region, Auszeichnung, Verkäufe) | Verkäufe  |
| ---------------------------- | ---------------------------------------------------------------------- | --------- |
| Australien (ARIA)            | Gold                                                                   | 50.000    |
| Belgien (BRMA)               | —                                                                      | 200.000   |
| Dänemark (IFPI)              | Gold                                                                   | 50.000    |
| Deutschland (BVMI)           | Platin                                                                 | 500.000   |
| Frankreich (SNEP)            | Gold                                                                   | 500.000   |
| Japan (RIAJ)                 | —                                                                      | 61.000    |
| Neuseeland (RMNZ)            | Platin                                                                 | 20.000    |
| Niederlande (NVPI)           | Gold                                                                   | 300.000   |
| Schweiz (IFPI)               | —                                                                      | 125.000   |
| Vereinigtes Königreich (BPI) | Platin                                                                 | 2.040.000 |
| Insgesamt                    | 4× Gold · 3× Platin ·                                                  | 3.846.000 |

Hauptartikel: Boney M./Auszeichnungen für Musikverkäufe

### Weitere Versionen
Es gibt viele Versionen des Stücks. Bekannte Interpretationen stammen unter anderem von Jimmy Cliff (1972), der Gruppe Sublime (1992), The Busters (1996) sowie von Sinéad O’Connor auf dem Album Theology (2007).
Weitere Reggae-Versionen sind die von U-Roy (Jah Son of Africa; Virgin, 1978), Delroy Wilson und Inner Circle (Jamaika Me Crazy; 1998).
Auf 1977 datiert eine tschechische Version von Karel Gott (Tam kde kdysi byl babylon). 1978 sang Bruce Low zur selben Melodie einen deutschsprachigen Text mit anderer Thematik. Seine Single Die Legende von Babylon erzählt die biblische Erzählung vom Turmbau zu Babel, deren historische Quelle wenigstens 1000 Jahre vor dem babylonischen Exil liegt. Die Single erreichte Platz 6 in den deutschen Singlecharts.
Deutsche Parodien sind z. B. Die Lende von Marion (Mike Krüger), und der Wiesn-Hit 2012 Mia ham a Fassl voll Bier dabei der Gruppe HoAß.
Zu weiteren Künstlern, die das Lied gecovert haben, gehören u. a.:
- Linda Ronstadt auf dem Album Hasten Down the Wind (1976);[24]
- die US-amerikanische Gruppe Sublime in einer Version mit Akustikgitarre auf dem Album 40 Oz. to Freedom (1992);[24][32]
- der US-amerikanische Country-Sänger Steve Earle auf Train a Comin’ (1995);[24][33]
- die britische Band Snuff in einer Ska-Punk-Version auf dem Album Potatoes and Melons Wholesale Prices Straight from the Lock Up (1997);[34]
- die US-amerikanische Band The Neville Brothers auf Walkin' In the Shadow of Life (2004);[24][35]
- der Sänger und Welle-Nord-Radiomoderator Uwe Arkuszewski brachte zu seiner Tournee 2004 eine englischsprachige Coverversion des Liedes heraus.[36]
- die britische Jazzband Sons of Kemet auf Burn (2013);[37]

## Trivia
Die Oper Nabucco, des italienischen Komponist der Romantik Giuseppe Verdi (1813–1901), ist von derselben biblischen Episode inspiriert; insbesondere der Chor Va, pensiero stammt aus demselben Psalm.
Rivers of Babylon in der Version der Melodians ist im Soundtrack zum jamaikanischen Kinofilm The Harder They Come aus dem Jahr 1972 enthalten.
Das Lied erscheint in dem Film Série noire (1979) unter der Regie von Alain Corneau und trägt zur schrägen Stimmung des Films bei.
Am 30. September 1979 wurde der Song von schätzungsweise 280.000 Menschen gesungen, die am Papstbesuch von Johannes Paul II. in Galway, Irland, teilnahmen.
Bob Marley hat denselben Rhythmus für seinen Rasta-Psalm Chant down Babylon verwendet.
Der Song wurde 1999 in dem Film Bringing Out the Dead (deutsch: Nächte der Erinnerung) des US-amerikanischen Regisseurs Martin Scorsese verwendet.
Der Titel des 2007 publizierten Buchs Am Ufer des Rio Piedra saß ich und weinte des brasilianischen Schriftstellers Paulo Coelho stammt aus demselben Psalm.